# Carlyle Glean
Sir Carlyle Glean (né le 11 février 1932 à Gouyave (Îles Sous-le-Vent) et mort le 21 décembre 2021) est un homme politique grenadien.
Gouverneur général de la Grenade depuis le 27 novembre 2008, succédant à Daniel Williams, il est précédemment ministre de l'Éducation dans le gouvernement de Nicholas Brathwaite de 1990 à 1995. En 2013, il exprime son désir de se retirer des affaires publiques et le 9 avril 2013 et Cecile La Grenade lui succède au poste de gouverneur général.